# Gmina Vodice
Vodice – gmina w Słowenii. W 2002 roku liczyła 3871 mieszkańców.

## Miejscowości
Miejscowości wchodzące w skład gminy Vodice:

- Bukovica pri Vodicah
- Dobruša
- Dornice
- Koseze
- Polje pri Vodicah
- Povodje
- Repnje
- Selo pri Vodicah
- Skaručna
- Šinkov Turn
- Torovo
- Utik
- Vesca
- Vodice – siedziba gminy
- Vojsko
- Zapoge